# Archiearis nigra
Archiearis nigra là một loài bướm đêm trong họ Geometridae.